# Adalberto Hilário Ferreira Neto
Adalberto Hilário Ferreira Neto, beter bekend als Adalberto, is een Braziliaans voetballer geboren op 21 juli 1987 te  Juiz de Fora, Brazilië. Hij is een centrale verdediger en komt momenteel uit voor Criciúma EC in de Braziliaanse Série B, het op een na hoogste hoogste niveau in Brazilië.

## Carrière
Nadat het samenwerkingsverband tussen Feyenoord en América Mineiro beëindigd was werd Adalberto een vrije speler. Hij testte in de winter van 2006 op 2007 bij Feyenoord. Hier speelde hij tegen het Duitse Werder Bremen en het Turkse Galatasaray, Waar toenmalig Feyenoord-trainer Erwin Koeman enthousiast over hem was na de wedstrijd tegen Galatasaray. Feyenoord, dat een samenwerkingsakkoord had met KVC Westerlo, besloot hem voor twee en een half jaar bij Westerlo te stallen, met een optie om hem terug te halen na anderhalf jaar. De toen 19-jarige Adalberto kon bij Westerlo echter niet doorbreken, en keerde terug naar Brazilië. Hij ging naar het Braziliaanse Tupi FC, maar keerde clubloos terug naar België omdat zijn Vlaamse vrouw zich moeilijk kon aanpassen in Brazilië. Eenmaal terug in België ging hij aan de slag bij KSK Kallo in de Oost-Vlaamse tweede provinciale C.
Hier vertrok hij in de zomer van 2010 transfervrij naar Club Luik, dat net naar de Belgische Derde klasse gedegradeerd was. Zijn verblijf in Luik duurder echter niet lang, want de speler vertrok tijdens de winterstop naar het Braziliaanse Tombense FC dat uitkwam in de Campeonato Mineiro. Na Tombense speelde hij voor enkele andere Braziliaanse clubs. Dit waren in volgorde Tupi FC, Americano, Guarani EC, Ipatinga FC, América RN, América Mineiro en Linense. Momenteel speelt hij als vaste waarde bij Criciuma in de Série B